# Мольян-Дрёй
Мольян-Дрёй (фр. Molliens-Dreuil) — коммуна на севере Франции, регион О-де-Франс, департамент Сомма, округ Амьен, кантон Айи-сюр-Сомм. Расположена в 21 км к западу от Амьена, в 14 км от автомагистрали А29.
Население (2018) — 971 человек.
Коммуна образована в 1972 году в результате слияние двух соседних сел - Дрёй-ле-Мольян и Мольян-Видам.

## Достопримечательности
- Церковь Святого Пьера XVI века
- Готическая церковь Святого Мартина XVIII века с барельефом Иисуса Христоса XV века

## Экономика
Уровень безработицы (2017) — 12,0 % (Франция в целом — 13,4 %, департамент Сомма — 15,9 %). 

Среднегодовой доход на 1 человека, евро (2018) — 20 840 (Франция в целом — 21 730, департамент Сомма — 20 320).

## Демография
Динамика численности населения, чел.

## Администрация
Администрацию Мольян-Дрёй с 2014 года возглавляет Сильвен Шарбоннье (Sylvain Charbonnier).

## Ссылки

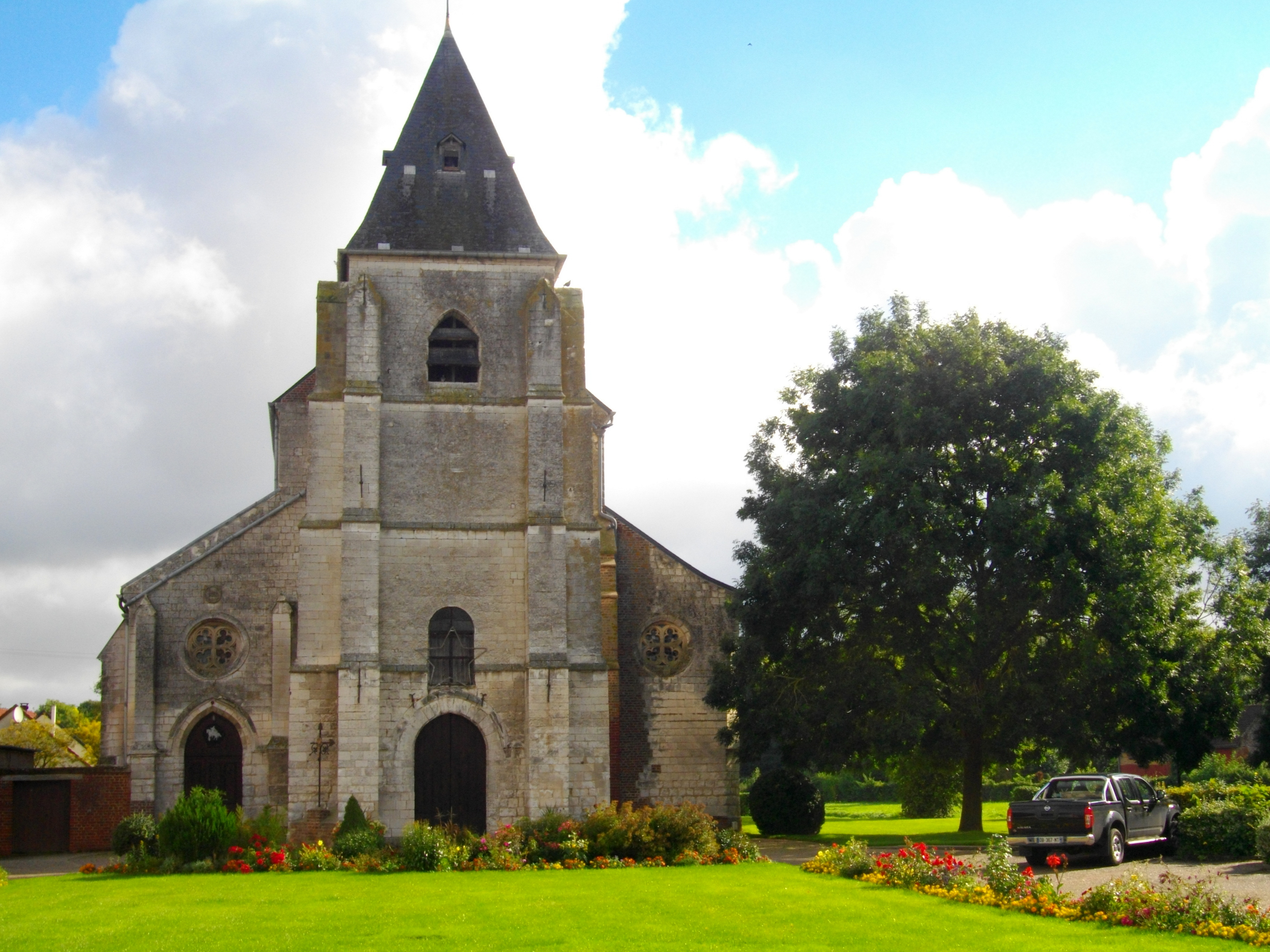
Церковь Святого Мартина